# Økotop
Økotopen er økologiens "sted", altså det sted hvor organismerne lever, og hvor de økologiske processer foregår. Ofte bruger man biotop (= levested) som synonym. Mere stramt fortolket er økotoper er de mindste, økologisk genkendelige dele af et landskab, der kortlægges i et klassificeringssystem. På den måde repræsenterer de relativt ensartede og rumligt tydelige enheder i landskabet, som er nyttige ved en inddeling af landskaber efter økologisk set forskellige kendetegn. Dette bruges i kortlægning af landskabets struktur, funktion og forandringer.
Ganske som økosystemer genkendes økotoper ved fleksible kriterier inden for et egnet system til økologisk kortlægning og klassificering. Ligesom økosystemer kendetegnes ved den gensidige påvirkning mellem de levende og de ikke-levende enheder, sådan bør klassificering af økotoper opdele landskaber ud fra en kombination af biotiske og abiotiske faktorer, herunder vegetation, mikroklima, jordbund, fugtighedsforhold og andre vilkår. Blandt de andre parametre, som skal vurderes i forbindelse med klassificering af økotoper, er længden af deres stabile perioder (f.eks. antallet af år, hvor bestemte forhold kan findes) og deres rumlige skala (den mindste, kortlagte enhed).
Den første definition af en økotop blev fremsat af botanikeren Thorvald Julius Sørensen i 1936. Arthur Tansley optog denne definition i 1939 og byggede videre på den. Han fastslog, at en økotop er "the particular portion, […], of the physical world that forms a home for the organisms which inhabit it". I 1945 brugte Carl Troll for første gang udtrykket om landskabsøkologi: "the smallest spatial object or component of a geographical landscape". Andre lærde skærpede dette, sådan at udtrykket økotop betegner en økologisk ensartet del af landskabet og dermed den mindste, økologiske områdeenhed, der er relevant.
Udtrykket patch blev brugt i stedet for økotop af Foreman and Godron i 1986. De definerede patch som ”et non-lineært overfladeareal, der er forskelligt i udseende fra sine omgivelser”. Pr. definition bør økotoper kendetegnes ved en fuldstændig række af kendetegn fra økosystermet, og patches er derfor en mere generel type fladeenhed end økotoper.
Inden for økologien har man også defineret økotop som "Arternes forhold til hele den række af miljømæssige og biotiske variabler, som påvirker dem" (Whittaker et al., 1973), men udtrykket bruges sjældent i denne sammenhæng, da det fører til sammenblanding med begrebet økologisk niche.

## Eksterne links
- En række forskellige definitioner af begrebet "økotop" (engelsk)
- Økotop (Ecotope) i Encyclopedia of Earth (engelsk)